# James Craig Annan
James Craig Annan, född 8 mars 1864 i Hamilton, South Lanarkshire, död 5 juni 1946 i Lenzie nära Glasgow, var en skotsk fotograf. Han var son till Thomas Annan.
Tillsammans med sin far införde James Craig Annan fotogravyren i Storbritannien. Han är mest känd för sina reproduktioner av Hill & Adamsons kalotypier och grafiska blad med dessa som förlagor. Annan var även en av de första fotografer som arbetade med en handhållen kamera. Annan arbetade som porträttfotograf främst inom den piktorialistiska genren.